# Giovanna Ralli
Giovanna Ralli, född 30 januari 1935 i Rom, är en italiensk skådespelerska.

## Roller i urval
- 1951 – La famiglia Passaguai
- 1953 – L'amore in città (delen Gli italiani si voltano)
- 1955 – Skojare i Rom
- 1955 – Un eroe dei nostri tempi
- 1959 – Generalen
- 1961 – Viva l'Italia!
- 1964 – La vita agra
- 1964 – Lättsinne till tusen
- 1968 – Fallet Henry Clarke
- 1968 – Gringo – professionell pistolero
- 1970 – Slaget om Cordobas kanoner
- 1974 – Vi som älskade varann så mycket
- 1991 – Verso sera